# Atlantisch Handvest

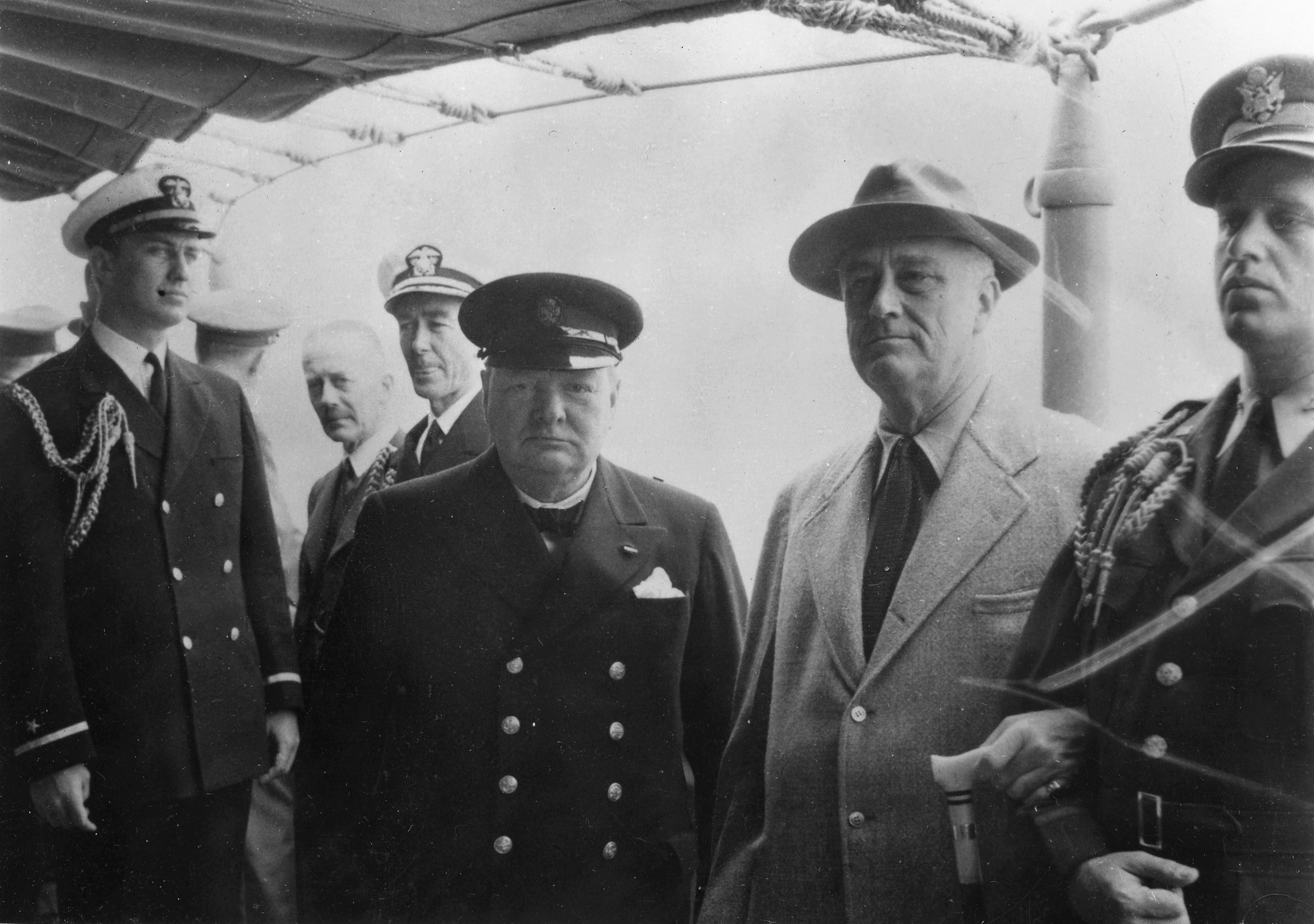
Winston Churchill en Franklin Delano Roosevelt aan boord van de USS Augusta (CA-31) waar partijen elkaar ontmoetten op Conferentie van Placentia Bay met als belangrijk resultaat het Atlantisch Handvest

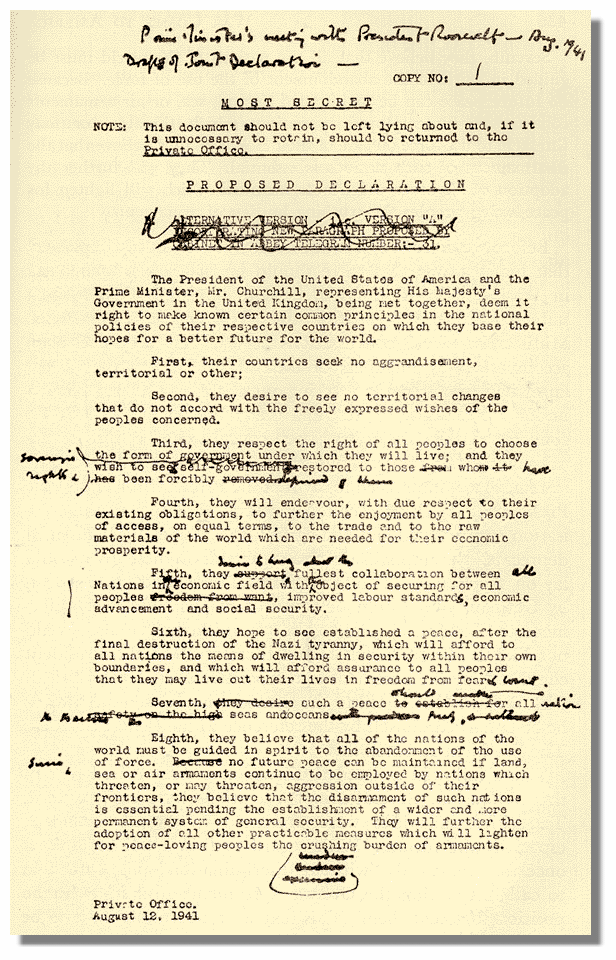
Originele ontwerp-tekst van het Atlantisch charter, afkomstig van Churchill's "private office", met aantekeningen van Winston Churchill

Het Atlantisch Handvest (Engels: Atlantic Charter) was een strategisch belangrijke diplomatieke verklaring uit 1941 van het Verenigd Koninkrijk en de Verenigde Staten van Amerika, vertegenwoordigd door respectievelijk eerste minister Winston Churchill en president Franklin Delano Roosevelt, met een gemeenschappeijke visie op de grondbeginselen van een internationale orde na de Tweede Wereldoorlog en een op te richten internationale organisatie voor bewaking van de globale vrede en veiligheid. De hierin vastgehouden beginselen hebben tot op heden wereldwijd werking. 
De verklaring kwam tot stand op de Conferentie van Placentia Bay, een meerdaagse geheime ontmoeting die plaatsvond op het Britse slagschip Prince of Wales en de Amerikaanse militaire kruiser, de USS Augusta. Deze lagen voor anker in Placentia Bay, wateren die tot het Britse Dominion Newfoundland behoorden, vlak bij de toen nieuw gestichte marinebasis Argentia op het eiland Newfoundland, nu behorend tot Canada. 
Aanleiding was de dreiging die beide landen zagen in een mogelijke overheersing van grotere delen van de wereld door de hitleriaanse regering van Duitsland. De Verenigde Staten waren op dat moment nog niet staat van oorlog. Het was de eerste keer dat beide leiders elkaar persoonlijk ontmoetten.
Tijdens deze ontmoeting werden meerdere onderwerpen besproken, waaronder ondersteuning van de Verenigde Staten aan Engeland, de verhouding tegenover Japan en de productie en levering van munitie. De delegaties bestonden onder andere uit hoge officieren van de land- zee- en luchtmacht van beide landen, onder meer admiraal Ernest J. King, U.S. Navy; admiraal Harold R. Stark, U.S. Navy; generaal George C. Marshall, U.S. Army; generaal Sir John Dill, British Army; luchtmaarschalk Wilfrid Freeman, Royal Air Force en admiraal Sir Dudley Pound, Royal Navy. Verder onder andere de diplomaten Harry Hopkins, William Averell Harriman en Sir Alexander Cardogan.

## Inhoud
De inhoud van de verdragstekst werd voorbereid door de ministeries van buitenlandse zaken van beide landen in brief- en telegramverkeer en in persoonlijke besprekingen tijdens de conferentie, wijzigingen werden tussendoor steeds per radiografie naar de thuisbases gestuurd voor akkoord.
De gezamenlijke beginselverklaring van het Atlantisch Handvest werd bekendgemaakt op 14 augustus 1941. De Verenigde Staten van Amerika waren toen nog niet in staat van oorlog, desalniettemin bestond ook daar een visie op het functioneren van de wereld tijdens en na de Tweede Wereldoorlog, waaronder de intentie om de Verenigde Naties op te richten. De Verenigde Staten streefden naar een wereldwijd recht op vrijheid van godsdienst en vrijheid van informatie, als onderdeel van de algehele vrijheid die met de oorlog en politieke onderhandelingen werd nagestreefd.
De acht beginselen van het Atlantisch Handvest zijn:
1. Amerika en Groot-Brittannië streven niet naar uitbreiding, noch territoriaal, noch op ander wijze;
2. zij willen geen territoriale veranderingen die niet in overeenstemming zijn met de vrij geuite wensen van de betrokken volkeren.;
3. zij respecteren het recht van alle volkeren om de regeringsvorm te kiezen waaronder zij zullen leven en zij wensen dat soevereine rechten en zelfbestuur worden hersteld ten aanzien van degenen die er met geweld van zijn beroofd;[9][10]
4. zij zullen zich inspannen, met inachtneming van hun bestaande verplichtingen, om het genot te bevorderen van alle staten, van toegang, onder gelijke voorwaarden, tot de handel en tot de grondstoffen van de wereld die nodig zijn voor hun economische welvaart;
5. economische samenwerking tussen alle staten met als objectief doel het verzekeren van betere arbeidsvoorwaarden, economische vooruitgang en sociale zekerheden voor iedereen;
6. na vernietiging van de nazi-tirannie, hopen zij dat een vrede tot stand komt die alle naties de middelen zal bieden om veilig binnen de eigen grenzen te wonen, en die de verzekering zal bieden dat alle mensen in alle landen hun leven kunnen leiden in vrijheid van angst en gebrek;
7. vrije toegang voor alle naties tot de wereldzeeën;
8. zij hebben de overtuiging dat alle naties van de wereld, zowel om realistische als om spirituele redenen, moeten komen tot het opgeven van het gebruik van geweld. Aangezien in de toekomst geen vrede kan worden gehandhaafd indien de bewapening te land, ter zee of in de lucht wordt voortgezet door naties die buiten hun grenzen met agressie bedreigen of daarmee zullen dreigen, geloven zij, in afwachting van de instelling van een breder en permanent systeem van algemene veiligheid, dat de ontwapening van dergelijke naties essentieel is. Zij zullen eveneens alle andere uitvoerbare maatregelen ondersteunen en aanmoedigen die voor vredelievende volkeren de verpletterende last van bewapening zullen verlichten.

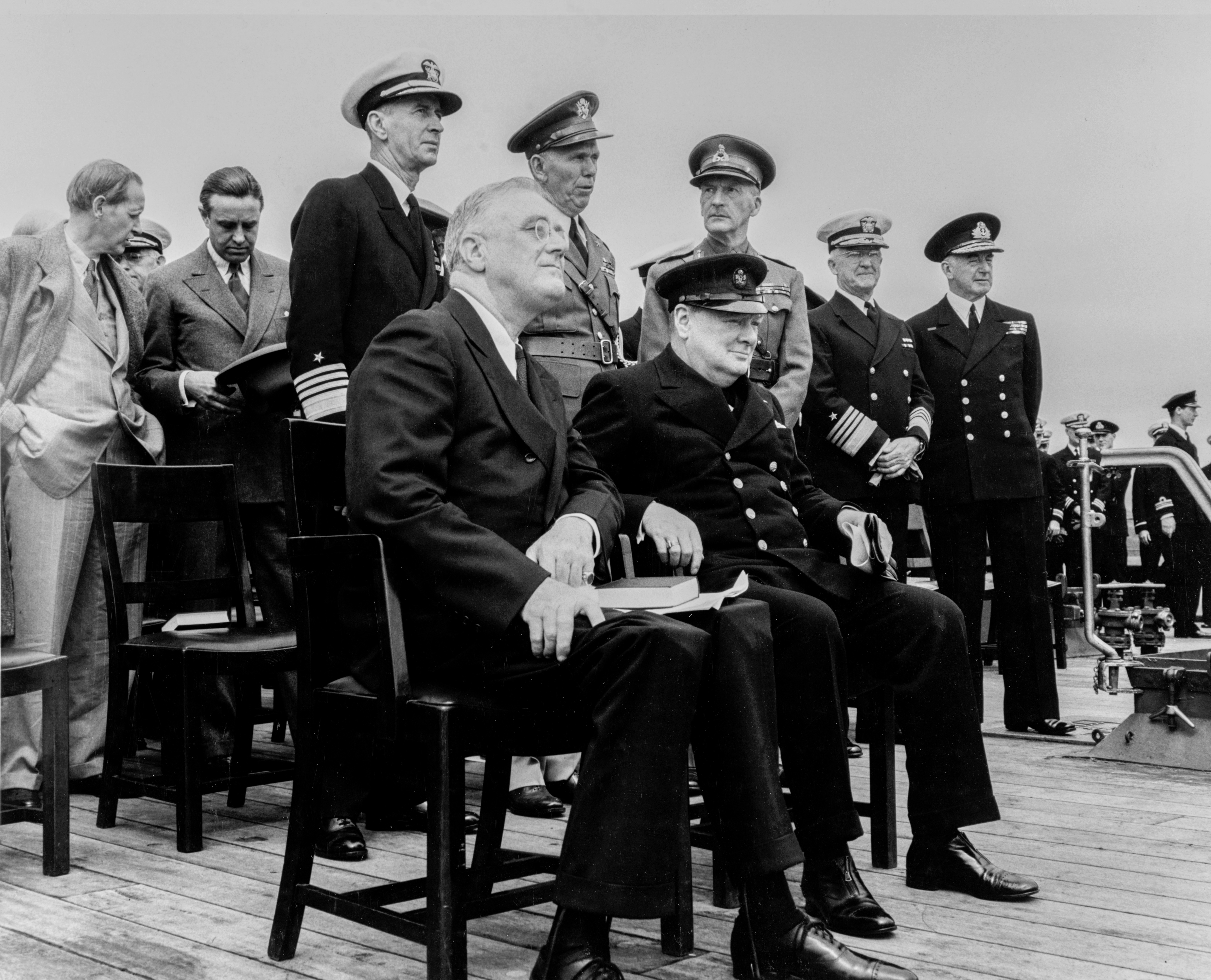
Leden van de beide delegaties op het Britse slagschip Prince of Wales.

## Vervolg
Bij een snel daarop volgende conferentie in Londen, 24 september 1941, hebben de regeringen van België, Tsjecho-Slowakije, Griekenland, Luxemburg, Nederland, Noorwegen, Polen, de Unie van Socialistische Sovjet Republieken, Joegoslavië en afgevaardigden van generaal De Gaulle, leider van de Vrije Fransen, unaniem de basisprincipes van het Atlantisch Handvest aangenomen.
De asmogendheden interpreteerden dit diplomatieke charter als een potentiële alliantie tegen hen. Adolf Hitler vond hier naar eigen zeggen het bewijs voor een internationale Joodse samenzwering van Groot-Brittannië en de Verenigde Staten van Amerika tegen Duitsland. In Japan genereerde dit handvest de nodige slagkracht voor de militairen om de Japanse regering ervan te overtuigen een meer agressieve aanpak tegen Amerika en Groot-Brittannië te starten, wat leidde tot de aanval op Pearl Harbor.

## Herziening 2021
Op 10 juni 2021 werd een herziene versie van het oorspronkelijke Atlantische Handvest uitgegeven door de Amerikaanse President Joe Biden en de Britse premier Boris Johnson in Cornwall, Engeland. Het Witte Huis beschreef dit nieuwe "gerevitaliseerde" Atlantic Charter als zijnde gericht op het aannemen van de nieuwe uitdagingen die de 21e eeuw brengt, voortbouwend op de verplichtingen en aspiraties die de landen tachtig jaar geleden onderschreven.